# Pseudandriasa mutata
Pseudandriasa là một chi bướm đêm thuộc họ Sphingidae, gồm một loài Pseudandriasa mutata, được tìm thấy ở KwaZulu-Natal.